# Cheiracanthium simplex
Cheiracanthium simplex är en spindelart som beskrevs av Tord Tamerlan Teodor Thorell 1899. Cheiracanthium simplex ingår i släktet Cheiracanthium och familjen sporrspindlar. Inga underarter finns listade i Catalogue of Life.